# Форсмарксон
Форсмарксон (швед. Forsmarksån) — мала річка на сході Швеції, у лені Уппсала. Довжина річки становить 10 км, площа басейну  — 387 км²  (375,5 км² ).    
Більшу частину території басейну — 69 % — займають ліси, болота займають 17 % території басейну, 9 % - сільськогосподарські угіддя й пасовиська, 5 % — озера. 